# Claraeola totoniger
Claraeola totoniger är en tvåvingeart som först beskrevs av Hardy 1968.  Claraeola totoniger ingår i släktet Claraeola och familjen ögonflugor. Inga underarter finns listade i Catalogue of Life.